# Viktor Lukašenko
Viktor Aleksandrovič Lukašenko (nebo Viktar Aleksandravič Lukašenka, bělorusky Ві́ктар Алякса́ндравіч Лукашэ́нка; * 28. listopadu 1975, Mogilev, Bělorusko, Sovětský svaz) je běloruský politik. Je prvním potomkem běloruského lídra Alexandra Lukašenka a jeho ženy Galiny Rodionovny Lukašenkové (rozené jako Želnerovičové). V letech 1993-1998 studoval na Běloruské státní univerzitě (na katedře mezinárodních vztahů). Od roku 1998 je ve vyšších vedoucích funkcích běloruského státního aparátu.
Od 26. února 2021 je prezidentem Běloruského národního olympijského výboru, kde ve funkci nahradil svého otce. Mezinárodní olympijský výbor neuznal jeho zvolení, kde jako důvod uvedl politickou diskriminaci sportovců v Bělorusku a zakázal mu účast na Letních Olympijských hrách v Tokiu.